# Tân Thuận, Hàm Thuận Nam
Tân Thuận là một xã thuộc huyện Hàm Thuận Nam, tỉnh Bình Thuận, Việt Nam.
Xã Tân Thuận có diện tích 65,71 km², dân số năm 1999 là 11677 người, mật độ dân số đạt 178 người/km².
Xã Tân Thuận có 7 thôn. Trong đó thôn Hiệp Hòa là người Chăm còn thôn Hiệp Nghĩa thì xen kẻ Chăm và người Kinh.
Xã Tân Thuận là xã duy nhất của huyện Hàm Thuận Nam có người Chăm sinh sống ở thôn Hiệp Hòa và Hiệp Nghĩa.